# افرای برگ‌سنبله‌ای
افرای برگ‌سنبله‌ای (نام علمی: Acer stachyophyllum) نام یک گونه از سرده افرا است.